# 卡尼奥特
卡尼奥特（法語：Cagnotte，法語發音：[kaɲɔt]）是法国朗德省的一个市镇，属于达克斯区。

## 地理
卡尼奥特（43°35'44"N, 1°4'4"W）面积14.68 平方千米，位于法国新阿基坦大区朗德省，该省份为法国西南部沿海省份，是法國本土面积第二大的省，北起吉倫特省，西临大西洋，南至大西洋比利牛斯省，东临热尔省，东北与洛特-加龍省接壤。
与卡尼奥特接壤的市镇（或旧市镇、城区）包括：贝吕斯、科内耶、加斯、厄加斯、佩尔奥拉德、普永、圣隆莱米讷。

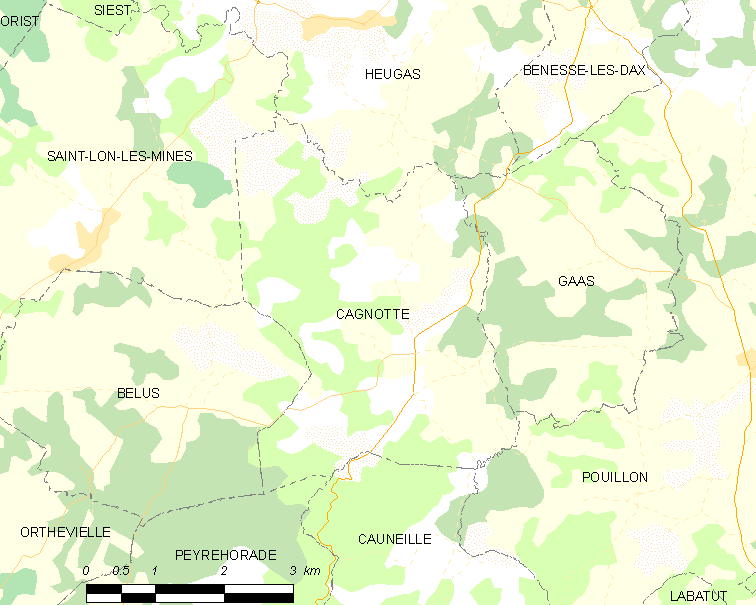
卡尼奥特的OSM定位图

卡尼奥特的时区为UTC+01:00、UTC+02:00（夏令时）。

## 行政
卡尼奥特的邮政编码为40300，INSEE市镇编码为40059。

## 政治
卡尼奥特所属的省级选区为奥尔特-阿里冈县。

## 人口

1962-2008年间卡尼奥特人口变化图示

卡尼奥特于2022年1月1日时的人口数量为778人。